# Beilngries
Beilngries è una città tedesca di 10 282 abitanti, situata nel Land della Baviera.

## Geografia fisica
Il suo territorio è bagnato dal fiume Altmühl.

## Amministrazione

### Gemellaggi
Beilngries è gemellata con:
- Garda, dal 2003